# Météorite de Barcelone
«  Barcelona (météorite) » redirige ici. Pour les autres significations, voir Barcelona.
«  Barcelone (météorite) » redirige ici. Pour les autres significations, voir Barcelone (homonymie).
La météorite de Barcelone, ou simplement Barcelone (nom international : Barcelona), est une chondrite ordinaire de type L6 tombée à Terrassa (Catalogne, Espagne) le 25 décembre 1704. Deux fragments de cette météorite, conservés dans un cabinet de curiosités, ont été retrouvés en 2015, et étudiés en 2020.

## Histoire
Le 25 décembre 1704, un météoroïde observé depuis Marseille jusqu'à Barcelone explose au-dessus de Terrassa, et des fragments sont récoltés à Terrassa et dans ses environs. Cette chute, l'une des plus anciennes jamais répertoriée, a été considérée à l'époque comme un signe divin en faveur de l'archiduc Charles III de Habsbourg, l'un des protagonistes de la guerre de Succession d'Espagne.
On croyait la météorite disparue quand deux fragments, de 49,8 et 33,7 g, ont été retrouvés en 2015 dans l'inventaire d'un cabinet de curiosités contemporain de la chute. Ils ont été étudiés en 2020.